# Comuna Budkî, Kremeneț
Budkî (în ucraineană Будки) este o comună în raionul Kremeneț, regiunea Ternopil, Ucraina, formată din satele Budkî (reședința), Komarivka și Valîhorî.

## Demografie
Componența lingvistică a comunei Budkî
     Ucraineană (99,72%)
     Alte limbi (0,28%)
Conform recensământului din 2001, majoritatea populației comunei Budkî era vorbitoare de ucraineană (99,72%), existând în minoritate și vorbitori de alte limbi.